# 7人制ラグビー男子オーストラリア代表
7人制ラグビー男子オーストラリア代表（英語: Australia national rugby sevens team）は、国際大会に派遣される7人制ラグビーの男子オーストラリア代表チームである。
ワールドラグビーセブンズシリーズ、ラグビーワールドカップセブンズなどに出場している。

## 歴史
7人制ラグビー初の国際トーナメント大会1973年国際セブンズAサイド・トーナメントに参加。
1999年からワールドラグビーセブンズシリーズに参加。
その後2001年、ウェリントンセブンズでワールドラグビーセブンズシリーズでの初優勝を果たした。
そして2022年、ワールドラグビーセブンズシリーズでの総合初優勝を果たした

## 成績

### 夏季オリンピック
| 年   | ラウンド     | 順位 | 試 | 勝 | 負 | 分 |
| ---- | ------------ | ---- | -- | -- | -- | -- |
| 2016 | 準々決勝敗退 | 8位  | 6  | 2  | 4  | 0  |
| 2021 | 準々決勝敗退 | 7位  | 6  | 2  | 4  | 0  |
| 2024 | 準決勝敗退   | 4位  | 6  | 4  | 2  | 0  |
| 計   | 優勝 0 回    | 3/3  | 18 | 8  | 10 | 0  |

### ワールドカップ
| 年   | ラウンド           | 順位 | 試 | 勝 | 負 | 分 |
| ---- | ------------------ | ---- | -- | -- | -- | -- |
| 1993 | カップ準優勝       | 2    | 10 | 7  | 3  | 0  |
| 1997 | カップ準々決勝敗退 | 5    | 5  | 3  | 1  | 1  |
| 2001 | カップ準優勝       | 2    | 8  | 7  | 1  | 0  |
| 2005 | カップ準決勝敗退   | 3    | 7  | 5  | 2  | 0  |
| 2009 | プレート準優勝     | 10   | 6  | 3  | 3  | 0  |
| 2013 | カップ準々決勝敗退 | 5    | 4  | 2  | 1  | 1  |
| 2018 | チャレンジ準優勝   | 10   | 4  | 2  | 2  | 0  |
| 2022 | 準決勝敗退         | 4    | 4  | 2  | 2  | 0  |
| 計   | 優勝 0回           | 8/8  | 48 | 31 | 15 | 2  |

### ワールドゲームズ
| 年   | ラウンド  | 順位     | 試       | 勝       | 負       | 分       |
| ---- | --------- | -------- | -------- | -------- | -------- | -------- |
| 2001 | 準優勝    | 2        | 6        | 5        | 1        | 0        |
| 2005 | 出場なし  | 出場なし | 出場なし | 出場なし | 出場なし | 出場なし |
| 2009 | 出場なし  | 出場なし | 出場なし | 出場なし | 出場なし | 出場なし |
| 2013 | 出場なし  | 出場なし | 出場なし | 出場なし | 出場なし | 出場なし |
| 計   | 優勝 0 回 | 1/4      | 6        | 5        | 1        | 0        |

### ワールドセブンズシリーズ
- 1999-2000シーズン - 3位
- 2000-2001シーズン - 2位
- 2001-2002シーズン - 5位
- 2002-2003シーズン - 5位
- 2003-2004シーズン - 8位
- 2004-2005シーズン - 7位
- 2005-2006シーズン - 8位
- 2006-2007シーズン - 7位
- 2007-2008シーズン - 8位
- 2008-2009シーズン - 8位
- 2009-2010シーズン - 3位
- 2010-2011シーズン - 5位
- 2011-2012シーズン - 6位
- 2012-2013シーズン - 8位
- 2013-2014シーズン - 5位
- 2014-2015シーズン - 5位
- 2015-2016シーズン - 4位
- 2016-2017シーズン - 6位
- 2017-2018シーズン - 4位
- 2018-2019シーズン - 7位
- 2019-2020シーズン - 4位
- 2021-2022シーズン - 1位
- 2022-2023シーズン - 6位
- 2023-2024シーズン - 4位

## 主な歴代選手
- エド・ ジェンキンス - リオ五輪代表主将

## 直近大会の代表スコッド
パリ2024五輪スコッド
1. ヘンリー・ハッチソン
2. ベン・ダウリング
3. コーリー・トゥール
4. ディートリヒ・ローチェ
5. マーク・ナワンガニタワシ
6. ヘンリー・パターソン
7. ヘーデン・サージェント
8. ジョシュ・ターナー
9. マシュー・ゴンザレス
10. ニック・マルーフ
11. モーリス・ロングボトム
12. ネーサン・ローソン